# Torquigener squamicauda
Torquigener squamicauda es una especie de peces de la familia Tetraodontidae en el orden de los Tetraodontiformes.

## Morfología
Los machos pueden llegar a alcanzar los 15 cm de longitud total.

## Hábitat
Es un pez de mar de clima subtropical y demersal.

## Distribución geográfica
Se encuentra al este de Australia.

## Observaciones
Es inofensivo para los humanos.